# Mustafa Abdul-Jelil
Mustafa Abdul Jalil eller Abdul-Jalil (født 1952), er leder af Det libyske overgangsråd(TNC) og Libyens nuværende statsoverhovede i overgangs regeringen efter borgerkrigen i landet. Han var tidligere justitsminister under Gaddafis styre mellem 2007 og 2011, han valgte sin tilbagetræden fra Gaddafis regering i protest mod hans handlinger i starten af den libyske borgerkrig.